# داريل جونستون
داريل جونستون (بالإنجليزية: Daryl Johnston)‏ هو مقدم تلفزيوني ومدير عام أمريكي، ولد في 10 فبراير 1966 في يونغستون في الولايات المتحدة.

## وصلات خارجية
- داريل جونستون على موقع مرجع كرة القدم المحترفة.كوم (الإنجليزية)
- داريل جونستون على موقع كلية كرة القدم في سبورتس رفرنس.كوم (الإنجليزية)
- داريل جونستون على موقع IMDb (الإنجليزية)
- داريل جونستون على موقع قاعدة بيانات الفيلم (الإنجليزية)